# アントニア・モレイラ
アントニア・モレイラ・デ・ファティマ（Antónia Moreira De Fatima、1982年4月26日 - ）はアンゴラ出身の柔道選手。階級は70kg級。身長170cm。

## 人物
2004年にアテネオリンピック70kg級に出場すると、初戦でキューバのアナイシス・エルナンデスを大内刈で破る健闘を見せるものの、2回戦で北朝鮮のキム・リョンミに払巻込で敗れた。2005年に南アフリカのポート・エリザベスで開催されたアフリカ選手権では優勝を飾った。2007年のアフリカ競技大会では3位に終わった。
2008年の北京オリンピックには出場できなかった。2009年にはポルトガル語圏競技大会で優勝を果たした。2010年の世界選手権では初戦で日本の國原頼子に縦四方固で敗れた。2011年のアフリカ競技大会は決勝でチュニジアのホウダ・ミレドに敗れて2位だった。また、グランドスラム・モスクワでは2回戦で韓国の黄藝瑟と対戦すると、有効4つを取って大きくリードしながらも逃げずに立ち向かったが、終了と同時に逆転の一本負けを喫したこともあった。世界選手権では初戦でフランスのリュシ・ドコスに横四方固で敗れた。
2012年にはワールドカップ・ブカレストで3位となり、アンゴラの選手としてワールドカップレベルの大会で初めてとなるメダルを獲得した。さらに、ロンドンオリンピックには大陸枠で出場を果たすと、アンゴラ選手団の旗手にも選ばれた。試合では2回戦でコロンビアのジュリ・アルベアルに腕挫三角固で敗れた。2013年の世界選手権では7位に入った。2014年のアフリカ選手権では9年ぶり2度目の優勝を飾った。2015年のグランプリ・ウランバートルでは3位となり、IJFワールド柔道ツアーで初めてのメダルを獲得した。2016年のリオデジャネイロオリンピックでは2回戦で敗れた。

## 主な戦績
- 2002年 - アフリカ選手権　5位
- 2004年 - アフリカ選手権　2位
- 2005年 - アフリカ選手権　優勝
- 2007年 - アフリカ競技大会　3位
- 2008年 - アフリカ選手権　3位
- 2009年 - ポルトガル語圏競技大会　優勝
- 2010年 - アフリカ選手権　3位
- 2011年 - アフリカ選手権　2位
- 2011年 - ワールドカップ・サンパウロ　5位
- 2011年 - アフリカ競技大会　2位
- 2012年 - アフリカ選手権　2位
- 2012年 - ワールドカップ・ブカレスト　3位
- 2013年 - 世界選手権　7位
- 2014年 - アフリカ選手権　優勝
- 2015年 - アフリカ選手権　3位
- 2015年 - グランプリ・ウランバートル　3位
- 2016年 - アフリカ選手権　3位
- 2016年 - グランドスラム・チュメニ　5位

(出典、JudoInside.com)。